# Elena Perino
Elena Perino (Roma, 1º giugno 1985) è una doppiatrice italiana.

## Biografia
È sorella minore del doppiatore Davide Perino, nipote dello storico doppiatore Gianfranco Bellini e figlia dell'ex doppiatrice Silvia Bellini.
Elena ha prestato la voce svariate volte ad attrici come Brie Larson, Anna Kendrick, Camila Mendes, Awkwafina, Karla Souza e molte altre.
È nota soprattutto per aver prestato la voce a Raju Lal in Piccolo Buddha di Bernardo Bertolucci, Anna Kendrick in Tra le nuvole, Scott Pilgrim vs. the World, Che cosa aspettarsi quando si aspetta, La regola del silenzio, Mr. Right, The Hollars e The Accountant; Karla Souza in Le regole del delitto perfetto, Eleanor Tomlinson nel ruolo di Demelza in Poldark, Kay Panabaker nel ruolo di Nikki Westerly nella serie televisiva Summerland e ai personaggi di Connie Khan in King of the hill, Ro nel film d'animazione Le avventure di Winnie the Pooh, Isabella in Babar e Michele in Nel covo dei pirati con Peter Pan. Ha poi doppiato anche la principessa Elena, protagonista della serie animata Elena di Avalor, e Mikasa nella serie L'attacco dei giganti, vincendo il premio di "Miglior voce femminile di una serie animata" al festival "Le voci del cinema" di Davide Pigliaceli.
Come attrice è apparsa nel film tv L'assedio, sempre di Bertolucci, e in Non ti muovere di Sergio Castellitto, nel ruolo di Angela, come coprotagonista. Per questa parte ha vinto il premio come miglior giovane attrice al Telesia Film Festival 2004.

## Filmografia

### Cinema
- L'assedio, regia di Bernardo Bertolucci (1998)
- Non ti muovere, regia di Sergio Castellitto (2004)
- Linea di Konfine, regia di Fabio Massa (2009)

### Televisione
- La storia di Chiara, regia di Andrea e Antonio Frazzi (1995)

### Cortometraggi
- Freddo dentro, regia di Fabio Massa (2008)

## Doppiaggio

### Film
- Anna Kendrick in Tra le nuvole, Scott Pilgrim vs. the World, Che cosa aspettarsi quando si aspetta, La regola del silenzio - The Company You Keep, Drinking Buddies - Amici di bevuta, Mr. Right, The Hollars, The Accountant, Noelle, Estraneo a bordo, Autosufficienza, Woman of the Hour
- Brie Larson in Lo stravagante mondo di Greenberg, The Spectacular Now, Kong: Skull Island, Captain Marvel, Unicorn Store, Avengers: Endgame, Shang-Chi e la leggenda dei Dieci Anelli, Fast X, The Marvels
- Tsubasa Honda in Fullmetal Alchemist, Fullmetal Alchemist - La vendetta di Scar, Fullmetal Alchemist - Alchimia finale
- Léa Seydoux in Spectre, No Time to Die, The Beast
- Awkwafina in Ocean's 8, Crazy & Rich
- Claire Foy in First Man, Louis Wain, Millennium - Quello che non uccide
- Zoë Kravitz in The Batman
- Camila Mendes in Riverdale, Do Revenge
- Alana Haim in Licorice Pizza
- Christina Wren in L'uomo d'acciaio, Batman v Superman: Dawn of Justice
- Jessie Cave in Harry Potter e il principe mezzosangue
- Brenda Song in The Social Network
- Michelle Duncan in Espiazione
- Jenn Murray in Maleficent - Signora del male, The Lovers
- Emily Baldoni in A un metro da te
- Raju Lal in Piccolo Buddha
- Charlotte Christie in Tamara Drewe - Tradimenti all'inglese
- Melonie Diaz in Lords of Dogtown, The Belko Experiment
- Talulah Riley in Orgoglio e pregiudizio
- Stephanie Nguyen in StreetDance 3D
- Shauna Kain in Cappuccetto rosso sangue
- Alycia Debnam-Carey in Friend Request - La morte ha il tuo profilo
- Belén Cuesta in L'avvertimento
- Jurnee Smollett in Birds of Prey e la fantasmagorica rinascita di Harley Quinn
- Vimala Pons in Come sono diventato un supereroe
- Lera Abova in Anna
- Alexandra Dowling in Emily
- Tuppence Middleton in Spooks - Il bene supremo
- An Ji-hye in Badland Hunters
- Xin Feng Wei e Tong Wa in Children of Crusade
- Eréndira Ibarra in Matrix Resurrections
- Halsey in MaXXXine
- Stéfi Celma in Nice Girls
- Souheila Yacoub in Making of
- Agathe Bonitzer in Maria Montessori - La Nouvelle Femme
- Wilma Elles in Memories
- Ophelia Lovibond in Here
- Margot Bancilhon in Luna di miele con mamma
- Moses Ingram in The End
- Jena Malone in Horizon: An American Saga - Capitolo 1

### Film d'animazione
- La Freccia Azzurra - Marina
- Le avventure di Winnie the Pooh - Ro
- Il diario di Barbie - Tia
- Your Name. - Sayaka Natori
- Mister Link - Ama Lahuma
- A casa dei Loud: Il film - Luna Loud
- Il drago di mio padre - Soda
- Lupin III vs. Occhi di gatto - Kelly Tashikel
- The Seven Deadly Sins: Cursed by Light, The Seven Deadly Sins: Grudge of Edinburgh - Diane
- Leo - sig.ra Salinas (parte parlata)
- Elio (film) - Ooooo

### Serie televisive
- Alycia Debnam-Carey in Fear the Walking Dead, Saint X
- Adrianne Palicki in Agents of S.H.I.E.L.D., The Orville
- Anna Kendrick in Love Life
- Maria Corina Smith in Non può essere!
- Daniela Aita in Teen Angels
- Julia Middleton in Il mondo di Patty
- Patricia Bermúdez in Niñas mal
- Juliet Nair Calvo in Soy Luna
- Julia Argüelles in Bia
- Karla Souza ne Le regole del delitto perfetto
- Camila Mendes in Riverdale
- Portia Doubleday in Mr. Robot
- Bex Taylor-Klaus in Scream (1a voce)
- Melanie Papalia in You Me Her
- Ayla Kell in Make It or Break It - Giovani campionesse
- Emma Rigby in C'era una volta nel Paese delle Meraviglie
- Kay Panabaker in Summerland
- Zoe Jarman in Huge - Amici extralarge
- Hannah Kat Jones in Austin & Ally
- Laura Spencer in The Big Bang Theory
- Lea van Acken in Dark
- Jessica Parker Kennedy in The Flash
- Aubrey Plaza in Criminal Minds
- Eleanor Tomlinson in Poldark
- Shantol Jackson in Delitti in Paradiso
- Aimee Carrero in The Consultant
- Kim Hye-soo in La giudice
- Claudia Jessie in Bridgerton
- Brie Larson in Lezioni di chimica
- Kennedy McMann in Nancy Drew
- Faoileann Cunningham in Dune: Prophecy
- Laura Donnelly in Merlin
- Soyona Santos in Jurassic world - teoria del caos

### Documentari
- Alexia Putellas in Se acabó: Diario de las campeonas[1]

### Cartoni animati
- Babar - Isabella
- Nel covo dei pirati con Peter Pan - Michele
- Madeline - Madeline
- Noodle - Broccoli
- A tutto reality presenta: Missione Cosmo Ridicola - Carrie
- A casa dei Loud - Luna
- I Simpson - Sasha (ep. 33x1)
- Elena di Avalor - Elena
- Ghostforce - Charlie
- Steven Universe - Martha Barriga, Zircone Blu e Zircone Verde
- Regal Academy - LingLing Ventaglio di Ferro
- Star Wars: Forces of Destiny - Leila Organa
- Big Hero 6 - La serie - Zia Cass
- Marblegen - Aissa
- Anfibia - Anne Boonchuy
- Vipo - Vipo
- Monster High - Gigi Grant
- Secret Level - Layla

### Anime
- Black Rock Shooter - Arata Kohata
- L'attacco dei giganti - Mikasa Ackermann
- Tokyo Ghoul √A - Akira Mado
- The Seven Deadly Sins - Nanatsu no taizai - Diane
- Carole & Tuesday - Angela
- Moonrise - Rhys Rochelle
- Komi Can't Communicate - Onemine Nene
- Scott Pilgrim - La serie - Stacey Pilgrim

### Videogiochi
- Paradigma in Fortnite Battle Royale[2] (2017)
- Soyona Santos in Jurassic World Evolution 2: Dominion Malta Expansion (2022)[3]